# Fatouville-Grestain
Fatouville-Grestain là một xã thuộc tỉnh Eure trong vùng Normandie miền bắc nước Pháp.